# Ihy
En la mitologia egípcia, Ihy (ỉḥy en egipci) és un déu jove fill de Hator. Els seus símbols són el sistre (símbol representatiu també de la seva mare) i el collaret i el seu nom representa l'alegria de tocar l'instrument. De fet, es creu que els mateixos egipcis associaven el nom del déu amb l'instrument.
La paternitat d'Ihy està disputada entre Horus i Ra. Ihy es pot veure representat tant com un nen nu, amb cabells arrissats, collar i sistre, com un nen nu amb el dit a la boca. Era adorat juntament amb Horus i Hator com a tríada a Dandara, el seu principal lloc de culte, construït a principis de la dinastia IV.
L'emperador August va ordenar erigir una segona "casa de part" al temple de la mare d'Ihy, amb imatges del naixement del déu i celebracions pintades a la paret. Ihy és mostrat com el déu del pa, de la cervesa, dels taüts i del Llibre dels morts. En aquests temples també es representaven obres de misteri en tretze actes sobre la fertilitat.